# Кромер (місто)
Кромер (англ. Cromer) — прибережне місто та цивільна парафія на північному узбережжі англійського графства Норфолк. Населений пункт знаходиться у 37 кілометрах на північ від Норвіча, 187 кілометрів на північний північний схід від Лондона та в шести кілометрах на схід від Шерінгема на узбережжі Північного моря. Органами місцевого самоврядування є окружна рада Північного Норфолка, штаб-квартира якої розташована на Холт-роуд у місті, і окружна рада Норфолка, розташована в Норвічі. Громадська парафія має площу 4,66 км2, а за переписом 2011 року населення становило 7683 особи.
Місто відоме як традиційний туристичний курорт і славиться кромерськими крабами, які є основним джерелом доходу для місцевих рибалок.